# André Aptroot
André Aptroot (Heemskerk, 1961) is een Nederlands lichenoloog.
In 1993 promoveerde hij aan de Universiteit Utrecht op de taxonomie en fylogenie van pyrenocarpe korstmossen bij Robbert Gradstein. 
Hij heeft zich gespecialiseerd in schimmels en korstmossen, waarover hij meerdere publicaties op zijn naam heeft staan. Hij heeft als onderzoeker gewerkt bij het Westerdijk Fungal Biodiversity Institute, aanvankelijk in Baarn en later in Utrecht. 
Aptroot is werkzaam bij Nederlands ecologisch bureau Van der Goes en Groot. Hij is verbonden aan het Nederlands Soortenregister als specialist in korstmossen. Hij heeft een herbarium in Krommenie. In dit herbarium bevinden zich collecties korstmossen, die vooral in Brazilië zijn verzameld. Van 2008 tot 2018 was hij de collectiebeheerder van het Pinetum Blijdenstein.
Hij is erelid van de BLWG en van de British Lichen Society.
Hij heeft meer dan 1000 publicaties op zijn naam staan, waaronder 25 boeken, en heeft meer dan 1000 soorten nieuw voor de wetenschap beschreven. Een dozijn soorten en een paar genera zijn door anderen naar hem vernoemd.

## Selectie van publicaties
- Korstmossentabel naar veldkenmerken; derde druk; André Aptroot; Jeugdbondsuitgeverij (1990); ISBN 9051070128
- A monograph of Didymosphaeria; André Aptroot; in: Studies in Mycology 37: 1–160. 1995
- Bedreigde en kwetsbare korstmossen in Nederland: toelichting op de Rode Lijst; André Aptroot et al.; Informatie- en KennisCentrum Natuurbeheer & Ministerie van Landbouw, Natuurbeheer en Visserij (1998); ISSN 1384-6728
- Veldgids Korstmossen; Kok van Herk & André Aptroot; KNNV Uitgeverij (2004); ISBN 9050111750
- Two new ascomycetes with long gelatinous appendages collected from monocots in the tropics; André Aptroot; in: Studies in Mycology 50: 307–311. 2004